# Granite Falls, North Carolina
Granite Falls är en ort i Caldwell County i North Carolina. Enligt 2020 års folkräkning hade Granite Falls 4 965 invånare.

## Kända personer
- Eric Church, sångare
- Cyndee Peters, sångare